# Sloanea changii
Sloanea changii là một loài thực vật có hoa trong họ Côm. Loài này được Coode miêu tả khoa học đầu tiên năm 1983.